# Рухадзе Давид Миколайович
Давид Миколайович Рухадзе (груз. დავით ნიკოლოზის ძე რუხაძე; нар. 6 березня 1963) — радянський та грузинський футболіст, захисник.

## Життєпис
Розпочинав футбольну кар'єру в команді другої ліги «Мешахте» (Ткібулі). У 1985-1989 роках був гравцем «Локомотива» (Самтредіа). За підсумками сезону 1987 року команда посіла перше місце у Другій лізі (9 зона). У 1989 році перейшов у «Колхети» (Хобі). Всього за цю команду провів 103 матчі в чемпіонатах СРСР та Грузії. З 1992 по 1993 рік грав за «Торпедо» (Кутаїсі) та «Магароелі» (Чиатура).
Під час зимової перерви сезону 1993/94 років перебрався в «Десну». У футболці чернігівського клубу дебютував 27 березня 1994 року в нічийному (0:0) домашньому поєдинку 21-о туру Першої ліги України проти охтирського «Нафтовика». Давид вийшов на поле в стартовому складі та відіграв увесь матч. Навесні 1994 року зіграв 9 поєдинків у Першій лізі України. Потім повернувся в Грузію, де грав за клуби «Гурія» (Ланчхуті), «Сіоні» (Болнісі) і «Торпедо». У 1996 та 1997 роках виступав у Першій лізі чемпіонату Росії за «Зірку» (Іркутськ) та «Уралмаш» (Єкатеринбург).
З 1998 по 2010 рік працював тренером у дитячій школі «Динамо» (Кутаїсі), потім з командами «Імереті» і «Мешахте». У грудні 2016 очолив федерацію футболу Імеретії.

## Досягнення
«Локомотив» (Самтредія)
- Друга ліга СРСР
  -  Чемпіон (1): 1987 (9 зона)